# Eleanora Fleury
Eleanora Fleury, född 1867, död 1960, var en irländsk läkare. Hon blev 1890 den första kvinnliga läkaren på Irland.